# Spit-Ball Sadie
Spit-Ball Sadie  (conosciuto anche con il titolo Lonesome Luke Becomes a Pitcher) è un cortometraggio muto del 1915 prodotto e diretto da Hal Roach. Interpretato da Harold Lloyd, fa parte della serie di comiche che hanno come protagonista il personaggio di Lonesome Luke.

## Trama
Lonesome Luke promette alla fidanzata che riuscirà a portare Spit-Ball Sadie, una rinomata lanciatrice, alla squadra di baseball delle ragazze. Non riuscendo a convincere Sadie, il giovane si traveste da donna e, fingendo di essere lui Sadie, prende il suo posto nella squadra. Il trucco viene scoperto e Luke scappa per un pelo all'ira delle femmine adirate.

## Produzione
Il film fu prodotto da Hal Roach per la Rolin Films (come Phunphilms).

## Distribuzione
Distribuito dalla Pathé Exchange, il film - un cortometraggio in una bobina - uscì nelle sale cinematografiche USA il 31 luglio 1915 anche come Spit Ball Sadie o Spitball Sadie.